# Albin Seliškar
Albin Seliškar, slovenski fiziolog in jamar, * 5. junij 1896, Vransko, † 30. april 1973, Ljubljana.
Bil je eden od pionirjev fiziologije na Slovenskem in profesor na Medicinski fakulteti v Ljubljani.

## Življenjepis
Gimnazijo je obiskoval v Celju in Ljubljani, po maturi leta 1914 pa je odšel študirat kemijo in biologijo na Univerzo na Dunaju, kjer je diplomiral leta 1923. Po diplomi je krajši čas raziskoval v skupini za eksperimentalno biologijo (Biologische Versuchsanstalt) Dunajske akademije znanosti in sodeloval tudi s fiziologom Ivanom Regnom na področju biokemije fizioloških procesov pri živalih. V tem obdobju je napisal več razprav, ki so bile objavljene v uglednih strokovnih revijah.
Konec leta 1923 je postal asistent na Inštitutu za fiziologijo Medicinske fakultete v Ljubljani, že naslednje leto pa je odšel kot štipendist Rockefellerjevega sklada na usposabljanje v Združeno kraljestvo. Študiral je eksperimentalno fiziologijo na Univerzi v Cambridgeu in na farmakološkem inštitutu Univerze v Londonu. Po vrnitvi v domovino je leta 1927 postal docent za fiziologijo na Medicinski fakulteti v Ljubljani, poleg tega pa je predaval tudi splošno in primerjalno fiziologijo živali na Filozofski fakulteti ter kasneje še ekologijo živali. 
V obdobju pred drugo svetovno vojno je bil tudi eden od najdejavnejših članov Društva za raziskovanje jam Ljubljana; v Podpeški jami je leta 1924 z Romanom Kenkom vzpostavil prvi jamski laboratorij na svetu, leta 1933 pa opravil enega prvih jamskih potopov s skafandrom.
Ob koncu vojne je postal redni profesor na Medicinski fakulteti. Po vojni, do upokojitve leta 1967, je bil tudi predstojnik Fiziološkega inštituta in Inštituta za fiziološko kemijo Medicinske fakultete v Ljubljani. Poleg pedagoškega dela se je udeležil več kongresov fiziologov in objavljal strokovne razprave v domačih in tujih publikacijah.